# Заслуженный машиностроитель Российской Федерации
«Заслу́женный машинострои́тель Росси́йской Федера́ции» — почётное звание, входящее в систему государственных наград Российской Федерации.

## Основания для присвоения
Звание «Заслуженный машиностроитель Российской Федерации» присваивается высокопрофессиональным рабочим, инженерно-техническим и научным работникам организаций машиностроения, в том числе научно-исследовательских, технологических и проектно-конструкторских организаций, за личные заслуги:
- в выполнении с существенным опережением графика производственных заданий;
- в успешном внедрении в производство новейшей техники и технологий, их быстром освоении и оказании содействия в обучении других рабочих;
- в осуществлении рационализаторской и инновационной деятельности, способствующей высокоэффективному функционированию производства, с существенным понижением энергозатрат, повышением производительности труда и уровня экологичности;
- в создании на территории Российской Федерации инновационных машиностроительных производств, способствующих удовлетворению спроса населения и организаций различных отраслей промышленности в высококачественной современной продукции и существенному замещению её импорта;
- в подготовке квалифицированных инженерно-технических кадров.

Почётное звание «Заслуженный машиностроитель Российской Федерации» присваивается, как правило, не ранее чем через 20 лет с начала осуществления профессиональной деятельности (работникам горячих цехов — не ранее чем через 15 лет) и при наличии у представленного к награде лица отраслевых наград (поощрений) федеральных органов государственной власти или органов государственной власти субъектов Российской Федерации.

## Порядок присвоения
Почётные звания Российской Федерации присваиваются указами Президента Российской Федерации на основании представлений, внесённых ему по результатам рассмотрения ходатайства о награждении и предложения Комиссии при Президенте Российской Федерации по государственным наградам.

## История звания
Почётное звание «Заслуженный машиностроитель Российской Федерации» установлено Указом Президента Российской Федерации от 30 декабря 1995 года № 1341 «Об установлении почётных званий Российской Федерации, утверждении положений о почётных званиях и описания нагрудного знака к почётным званиям Российской Федерации». Тем же указом утверждено первоначальное Положение о почётном звании, в котором говорилось:
Почётное звание «Заслуженный машиностроитель Российской Федерации» присваивается высокопрофессиональным рабочим, инженерно-техническим и научным работникам предприятий, объединений, учреждений и организаций машиностроения за заслуги в выполнении производственных заданий, разработке и внедрении новейшей техники, технологии, обеспечении высокоэффективного функционирования производства и работающим в области машиностроения 15 и более лет.
В настоящем виде Положение о почётном звании утверждено Указом Президента Российской Федерации от 7 сентября 2010 года № 1099 «О мерах по совершенствованию государственной наградной системы Российской Федерации».

## Нагрудный знак
Нагрудный знак имеет единую для почётных званий Российской Федерации форму и изготавливается из серебра высотой 40 мм и шириной 30 мм. Он имеет форму овального венка, образуемого лавровой и дубовой ветвями. Перекрещенные внизу концы ветвей перевязаны бантом. На верхней части венка располагается Государственный герб Российской Федерации. На лицевой стороне, в центральной части, на венок наложен картуш с надписью — наименованием почётного звания.
На оборотной стороне имеется булавка для прикрепления нагрудного знака к одежде. Нагрудный знак носится на правой стороне груди.

## Переходный период
В России до принятия Указа Президента Российской Федерации от 30 декабря 1995 года № 1341 действовали правовые акты об установлении почётных званий РСФСР. После изменения наименования государства с «Российская Советская Федеративная Социалистическая Республика» на «Российская Федерация» (см. Закон РСФСР от 25 декабря 1991 года № 2094-I) в названиях всех почётных званий наименование «РСФСР» было заменено словами «Российской Федерации», таким образом, с 1992 года до 30 марта 1996 года производилось присвоение однотипного почётного звания РСФСР, существовавшего с 1978 года, с тождественным современному наименованием.